# Hooded Menace
Hooded Menace est un groupe de death-doom finlandais, originaire de Joensuu, fondé en 2007.

## Biographie
Formé durant l'été 2007 par Lasse Pyykkö, Hooded Menace sort la démo The Eyeless Horde la même année. L'année suivante elle est rééditée comme EP par Doomentia Records avant la sortie du premier album, Fulfill the Curse sur le label Razorback en version CD, puis quelques mois plus tard en version vinyle via Doomentia. En 2009, le groupe signe chez Profound Lore qui sort l'album Never Cross the Dead l'année suivante.
En 2011, le groupe signe chez Relapse Records chez qui ils sortent les deux albums suivants : Effigies of Evil (2012) et Darkness Drips Forth (2015). Effigies of Evil est publié le 11 septembre 2012 en Europe et le 25 septembre 2012 aux États-Unis. Hooded Menace se produit au Hellfest en 2013. En accord avec le nom de leur groupe, les musiciens se produisent encapuchonnés lors de leurs prestations live.

## Style musical
Le style musical du groupe est catégorisé doom-death, dans la veine de groupes comme Cathedral, Candlemass et Asphyx.

## Membres

### Membres actuels
- Lasse Pyykkö - guitare (depuis 2007), chant (2007-2010), basse (2010, 2011-2012), chant (en studio) (2011-2016)
- Pekka Koskelo - batterie (2009-2010, depuis 2011)
- Teemu Hannonen - guitare (depuis 2012)
- Harri Kuokkanen - chant (depuis 2016)

### Anciens membres
- Crimson Executioner - basse (2007-2009)
- The Hunchback - batterie (2007-2009)
- Jori Sara-aho - basse (2009, 2010), batterie (2010-2011)
- Antti Salminen - basse (2010-2011)
- Oula Kerkelä - chant (2010-2011)
- Markus Makkonen - basse (2012-2016), chant (live) (2012-2016)

## Discographie

### Albums studio
- 2008 : Fulfill the Curse
- 2010 : Never Cross the Dead
- 2012 : Effigies of Evil
- 2015 : Darkness Drips Forth

### Splits, démo et EP
- 2007 : The Eyeless Horde (démo)
- 2008 : The Eyeless Horde (EP)
- 2010 : Hooded Menace / Coffins (split avec Coffins)
- 2011 : Hooded Menace / Ilsa (split avec Ilsa)
- 2011 : Asphyx / Hooded Menace (split avec  Asphyx)
- 2012 : Hooded Menace / Horse Latitudes (split avec Horse Latitudes)